# Michaele Schreyer
Michaele Schreyer (Colònia, 9 d'agost de 1951) és una política, ecologista i professora universitària alemanya que fou membre de la Comissió Prodi entre 1999 i 2004.

## Biografia
Va néixer el 9 d'agost de 1951 a la ciutat de Colònia, població situada a l'estat alemany de Rin del Nord-Westfàlia. Va estudiar economia i sociologia a la Universitat de Colònia, en la qual es va graduar el 1976 i doctorar el 1983. L'any 1977 fou nomenada investigadora a la Universitat Lliure de Berlín, en la qual fou professora entre 1996 i 1999.

## Activitat política
Membre del partit polític ecologista Bündnis 90 / Die Grünen, popularment anomenat "Els Verds", el 1989 fou nomenada Ministra d'Ordenació del Territori Urbà i del Medi Ambient de Senat d'Alemanya, càrrec que va ocupar fins al 1990. En les eleccions generals de 1991 fou escollida diputada al Bundestag, escó que va mantenir fins al 1999. Nomenada membre de la Mesa del Parlament alemany (Abgeordnetenhaus), entre 1995 i 1997 fou presidenta de la subcomissió de finançament d'habitatges de protecció oficial i entre 1998 i 1999 fou Presidenta del Comitè Federal del seu partit.
El 1999 abandonà la política nacional per esdevenir membre de la Comissió Prodi, en la qual fou nomenada Comissària Europea de Programació Financera i Pressupostos, càrrec que compartí a partir del maig de 2004 amb el xipriota Markos Kiprianu.